# Čestmír Šikola
Čestmír Šikola (28. listopadu 1919 Mukařov – 29. února 2008 Malá Skála) byl československý voják, příslušník výsadku Clay a politický vězeň komunistického režimu.

## Mládí

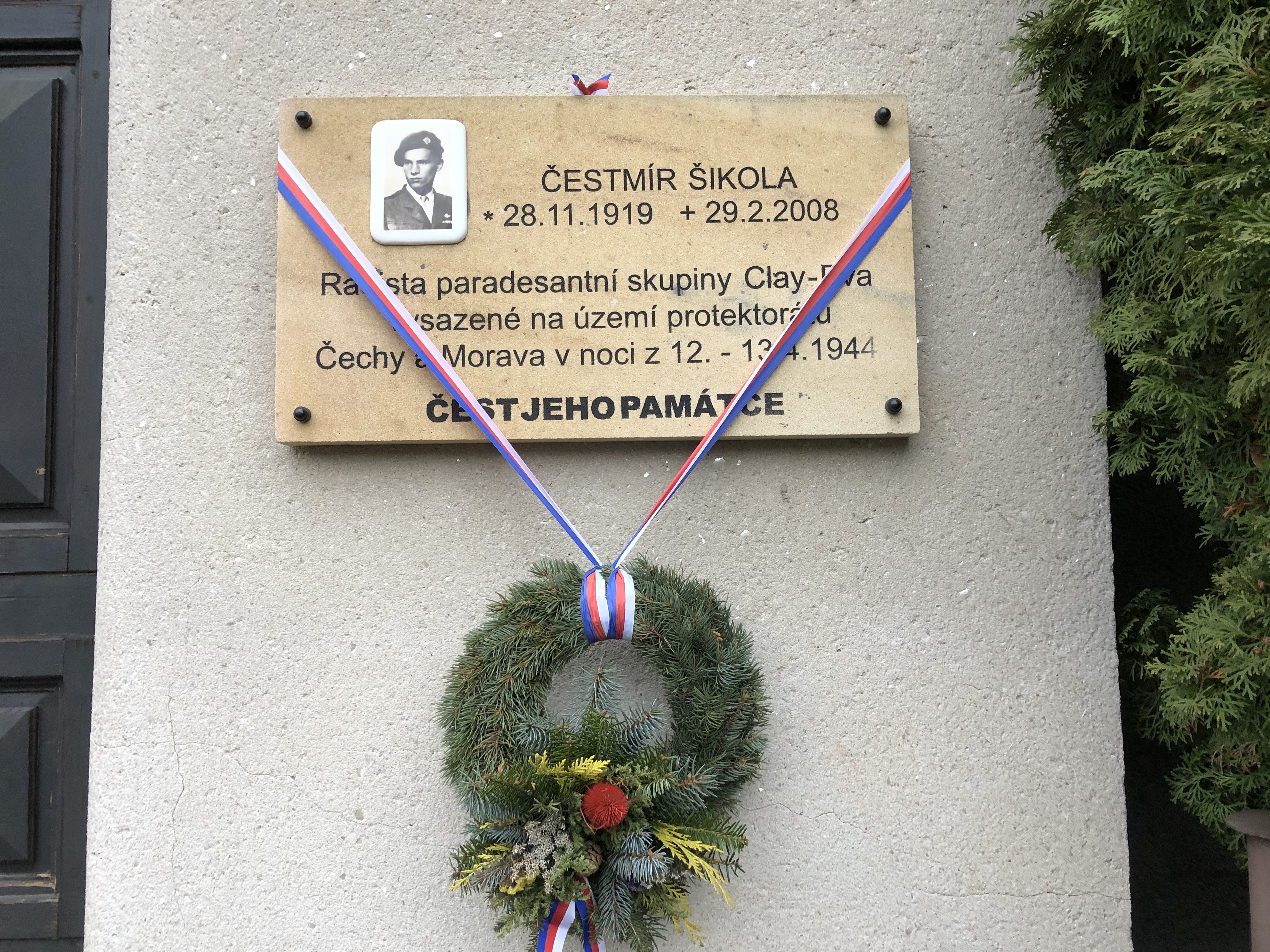

Narodil se 28. listopadu 1919 v Mukařově (okres Jablonec nad Nisou) v budově místní školy. Otec Josef byl učitel, matka Bohumila byla v domácnosti. Měl dva sourozence; bratra a sestru. Po absolvování obecné školy v Mukařově vystudoval gymnázium v Turnově a od roku 1937 začal studovat na Vysoké škole chemicko-technologické. 17. listopadu 1939 byl jako student zatčen gestapem a internován v Ruzyňské věznici. Z důvodu nízkého věku byl ale propuštěn.

## V exilu
Dne 4. ledna 1940 přešel na Slovensko. Propustku z Protektorátu mu vystavil příslušník příhraniční četnické stanice ve Slavičíně-Mladoticích, politický okres Uherský Brod příslušník protinacistického odboje strážmistr Bohuslav Kosmák. Ze Slovenska se přes Maďarsko, Turecko a Sýrii dostal do Francie. V Agde byl 6. března 1940 prezentován do československé zahraniční armády. Ve funkci polního pozorovatele se účastnil ústupových bojů o Francii. Po pádu Francie byl 13. července 1940 evakuován do Anglie.
Od ledna do začátku května 1941 absolvoval školu pro důstojníky pěchoty v záloze a následně postupně povýšen na desátníka aspiranta. Začátkem roku 1942 byl zařazen do výcviku pro zvláštní úkoly. Od 1. března do 30. května 1942 absolvoval radiokurz. Ve funkci instruktora výcviku byl 10. dubna 1942 povýšen na četaře aspiranta. Od 1. do 28. listopadu 1942 absolvoval parakurz a dokončovací kurz. Od 27. dubna do 4. června 1943 prodělal výcvik v civilním zaměstnání. Již jako radista skupiny Clay prodělal od 2. srpna do 30. září 1943 spojovací cvičení v Londýně a ve Skotsku.
V říjnu 1943 byl s ostatními příslušníky výsadku přesunut přes Alžír do Itálie, kde na vyčkávací stanici v Bari čekal na výsadek.

## Nasazení
Vysazen byl společně s ostatními v ranních hodinách 13. dubna 1944 u obce Hostišová. Od 30. dubna 1944 do 30. března 1945, kdy přes prostor působení výsadku přešla fronta odeslal 800 zpráv a podílel se na tom, že výsadek Clay byl jedním z nejúspěšnějších.

## Po válce

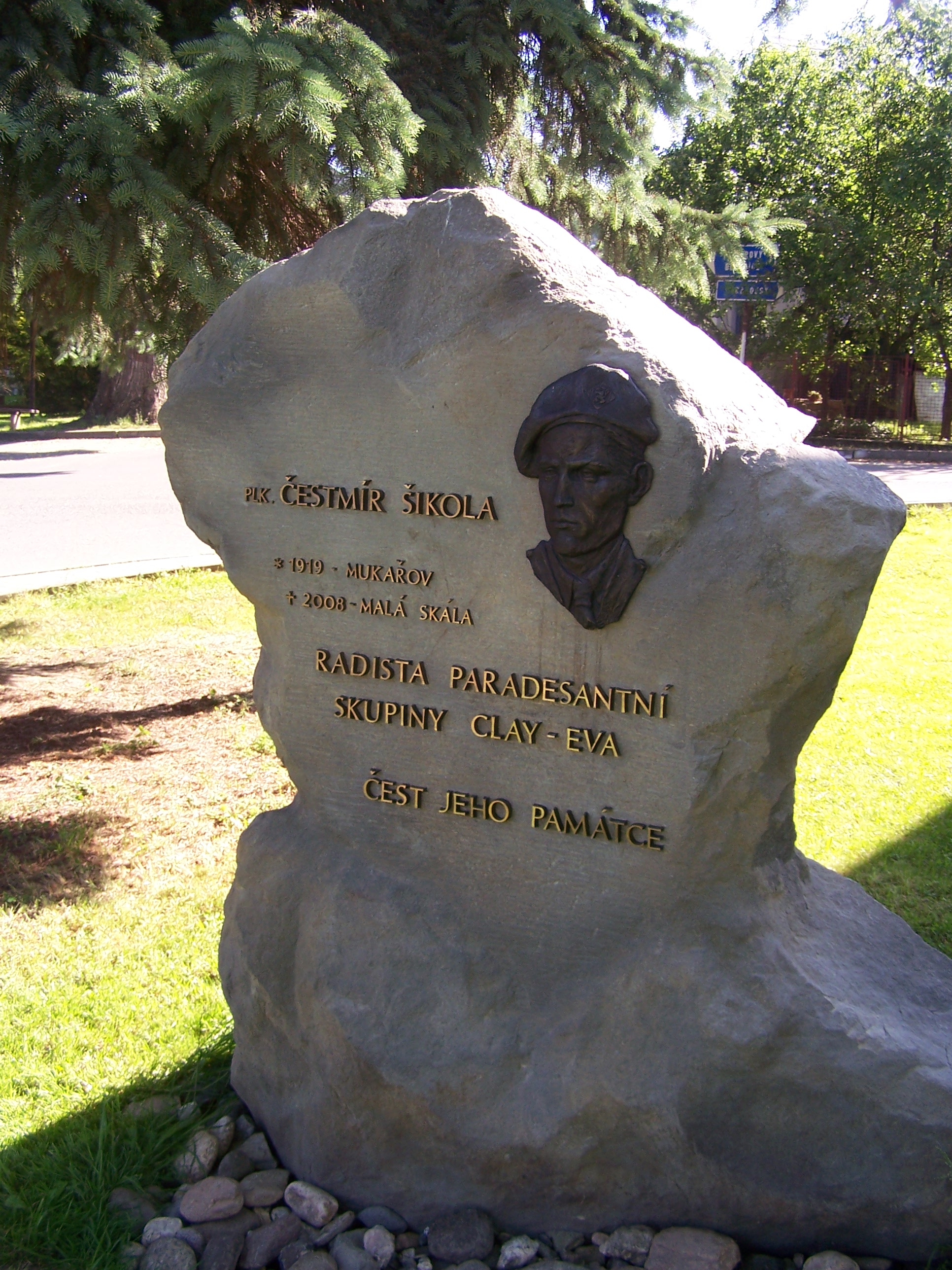
Pomník Čestmíra Šikoly v Malé Skále

Po osvobození byl od 20. dubna 1945 zařazen k vojenskému velitelství Brno a od 11. června jako podporučík pěchoty k HŠ MNO. Od 15. srpna 1945 se ujal funkce velitele vojenské radiové ústředny v Praze a od 2. prosince 1945 působil jako nadporučík pěchoty jako instruktor ve spojovacím učilišti v Turnově a v Novém Mestě nad Váhom. 20. listopadu 1946 se oženil, z manželství vzešel syn Čestmír. 23. listopadu 1946 byl povýšen na kapitána pěchoty. Od 12. dubna 1947 byl převelen k 2. oddělení HŠ MNO a od 1. března 1948 jmenován velitelem 5. spojovacího praporu v Praze.
1. října 1948 byl odeslán na dovolenou. 21. dubna 1949 byl zatčen a 18. června 1949 byl ve vykonstruovaném procesu odsouzen za trestný čin neoznámení trestného činu k 23 měsícům těžkého žaláře a odnětí hodnosti a vyznamenání. Trest si odpykal v plné výši.
Po propuštění 21. října 1951 pracoval jako dělník při opravě tunelu u Malé Skály. V roce 1953 se spolu s rodinou přestěhoval do Břas u Rokycan. V roce 1963 byl promován inženýrem chemie a nastoupil v Jablonci nad Nisou do Výzkumného ústavu skla a bižuterie. Zároveň se s rodinou přestěhoval zpět na Malou Skálu, kde žil až do své smrti 29. února 2008. 16. října 1990 byl povýšen na plukovníka pěchoty v záloze.
Rotě Aktivní zálohy Krajského vojenského velitelství Liberec byl v roce 2017 udělen čestný název “Plk. Čestmíra Šikoly”.

## Vyznamenání
- 1944 –  Pamětní medaile československé armády v zahraničí se štítky Francie a Velká Británie
- 1944 –  Československý válečný kříž 1939
- 1945 –  druhý Československý válečný kříž 1939
- 1945 –  Československá medaile Za chrabrost před nepřítelem
- 1945 –  Československá medaile za zásluhy I. stupně
- 1997 –  Medaile Za hrdinství